# Molybdeenfrit
Molybdeenfrit is een merknaam voor een kunstmest die molybdeen bevat. Molybdeen wordt gebruikt ter voorkoming van molybdeengebrek in de vorm van een molybdaatzout, doorgaans ammonium- of natriummolybdaat.
Molybdeen is een van de sporenelementen die planten nodig hebben. De plant heeft bij molybdeengebrek een gele kleur, doordat de stikstofomzettingen in het blad worden geremd. Tevens is het blad naar boven omgekruld. Bij bloemkool en broccoli voorkomt het de ziekte klemhart.
Molybdeengebrek komt voor op gronden met een lage pH, op fosfaatfixerende leemgronden en op veengronden.